# Kelsey Plum
Kelsey Plum (n. 24 august 1994, Poway, California, SUA) este o baschetbalistă americană, medaliată olimpică. A participat la două ediții ale Jocurilor Olimpice (2020, 2024) în care a câștigat două medalii de aur.